# Молнія-1

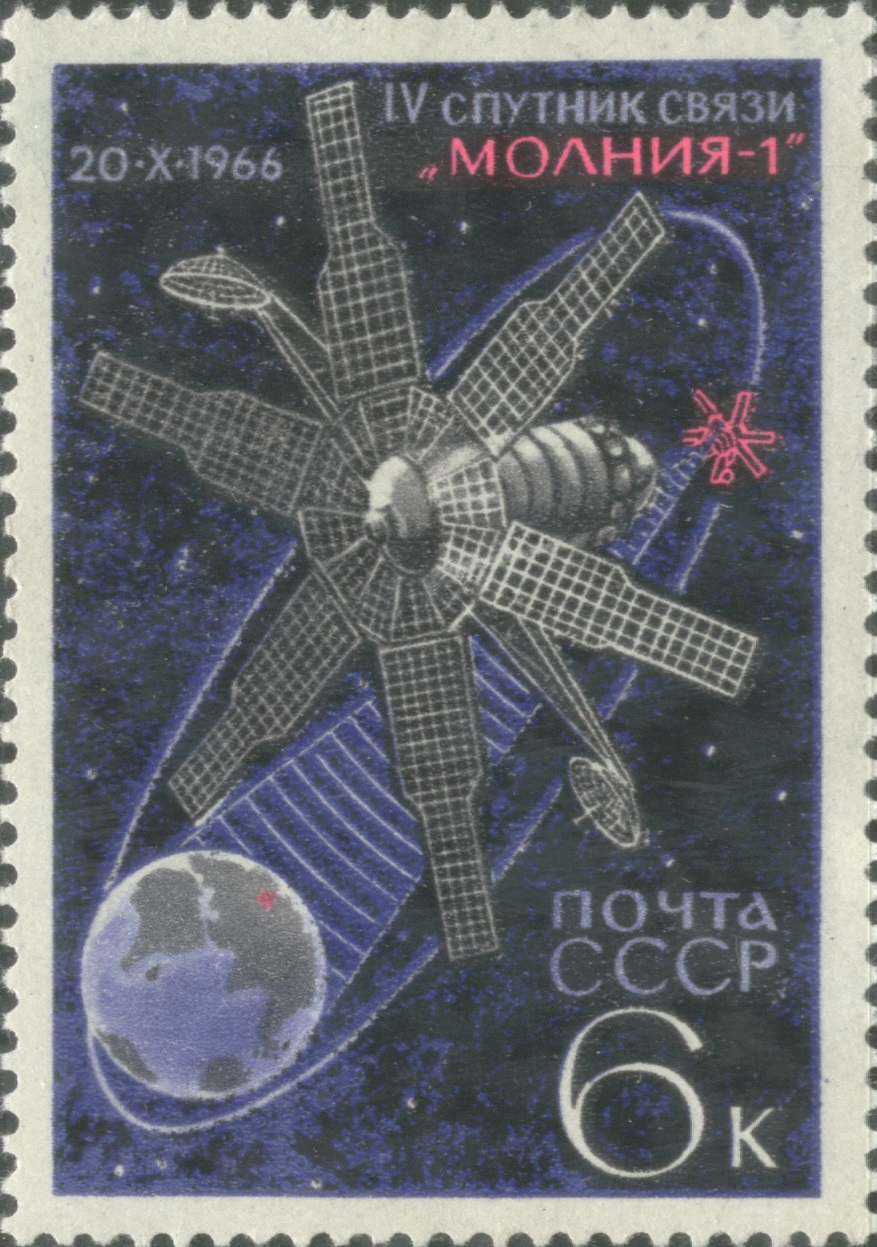
Штучний супутник Молнія-1

«Молнія-1» (рос. Молния-1, укр. Блискавка-1) — серія штучних супутників Землі, запущених у СРСР на високу еліптичну орбіту для зв'язку через космос. Перший супутник запущено 23 квітня 1965, другий — 14 жовтня 1965, третій — 25 квітня 1966, четвертий — 20 жовтня 1966, п'ятий — 25 жовтня 1967[джерело?]. Основна мета запуску — трансляція передач телебачення й забезпечення двостороннього багатоканального телефонного, фототелеграфного і телеграфного зв'язку.